# Маккиетти, Джироламо
Джироламо Маккиетти, или Джироламо дель Крочифиссайо (итал. Girolamo Macchietti; Girolamo del Crocifissaio — Джироламо Распятия; 22 февраля 1535, Флоренция — 3 января 1592, Флоренция)  —  итальянский живописец периода позднего Возрождения и маньеризма флорентийской школы.

## Биография
Джироламо Маккиетти родился в семье живописца и скульптора Франческо ди Мариотто и Антонии; в старинных источниках он часто упоминается как «Джироламо дель Крочифиссайо» (Girolamo del Crocifissaio — Джироламо Распятия), вероятно, с намёком на специализацию его отца в создании священных предметов для церкви (отец был зарегистрирован в Гильдии врачей и аптекарей 28 июня 1533 года).
Джироламо Маккиетти был учеником Микеле Тозини и Ридольфо Гирландайо. В 1545 году он присоединился к Гильдии Святого Луки, которая к тому времени выделила живописцев из гильдии аптекарей. В мастерской Тозини Маккиетти подружился со своим сверстником Мирабелло Кавалори, с которым он делил общую мастерскую между 1545 и 1555 годами, создав серию произведений «в четыре руки», запомнившихся его биографу Джорджо Вазари, но позднее утерянных.
В 1556—1562 годах Джироламо вместе с Кавалори работал помощником Вазари в оформлении интерьеров флорентийского Палаццо Веккьо. Принимал участие в оформлении Студиоло Франческо I, где выполнил две композиции, связанные с мифологическими сюжетами и персонажами: «Медея» и «Ясон» (1570), а также: «Термы в Путеолах» (1572). В 1557 году он также работал над созданием картонов для шпалер «Повести о Юпитере», «Повести о Геркулесе» и других. Из этих работ, безусловно, выделяется Геркулес, побеждающий кентавров на свадьбе Гипподамии (ныне хранится в Музее дельи Ардженти в Палаццо Питти). Очевидно, художник был вдохновлён произведениями Франческо Сальвиати и, во вторую очередь, Джорджо Вазари и Бронзино.
Джироламо Маккиетти написал несколько алтарных образов, в том числе «Поклонение волхвов» (1567—1568) в церкви Сан-Лоренцо и «Мученичество Святого Лаврентия» для церкви Санта-Мария-Новелла во Флоренции. В 1577 году Джироламо завершил работу «Слава Святого Лаврентия» для собора в Эмполи. Позднее уехал в Рим. Как и у многих других художников его поколения, у Маккиетти возникла тяга к путешествиям. Он побывал в Париже (1573—1574), в Неаполе, в Южной Италии (1579—1583) и, перед возвращением на родину, в Испании (1587—1589).
Умер в 1592 году; был похоронен в капелле Святого Луки в базилике Сантиссима Аннунциата во Флоренции.

## Галерея

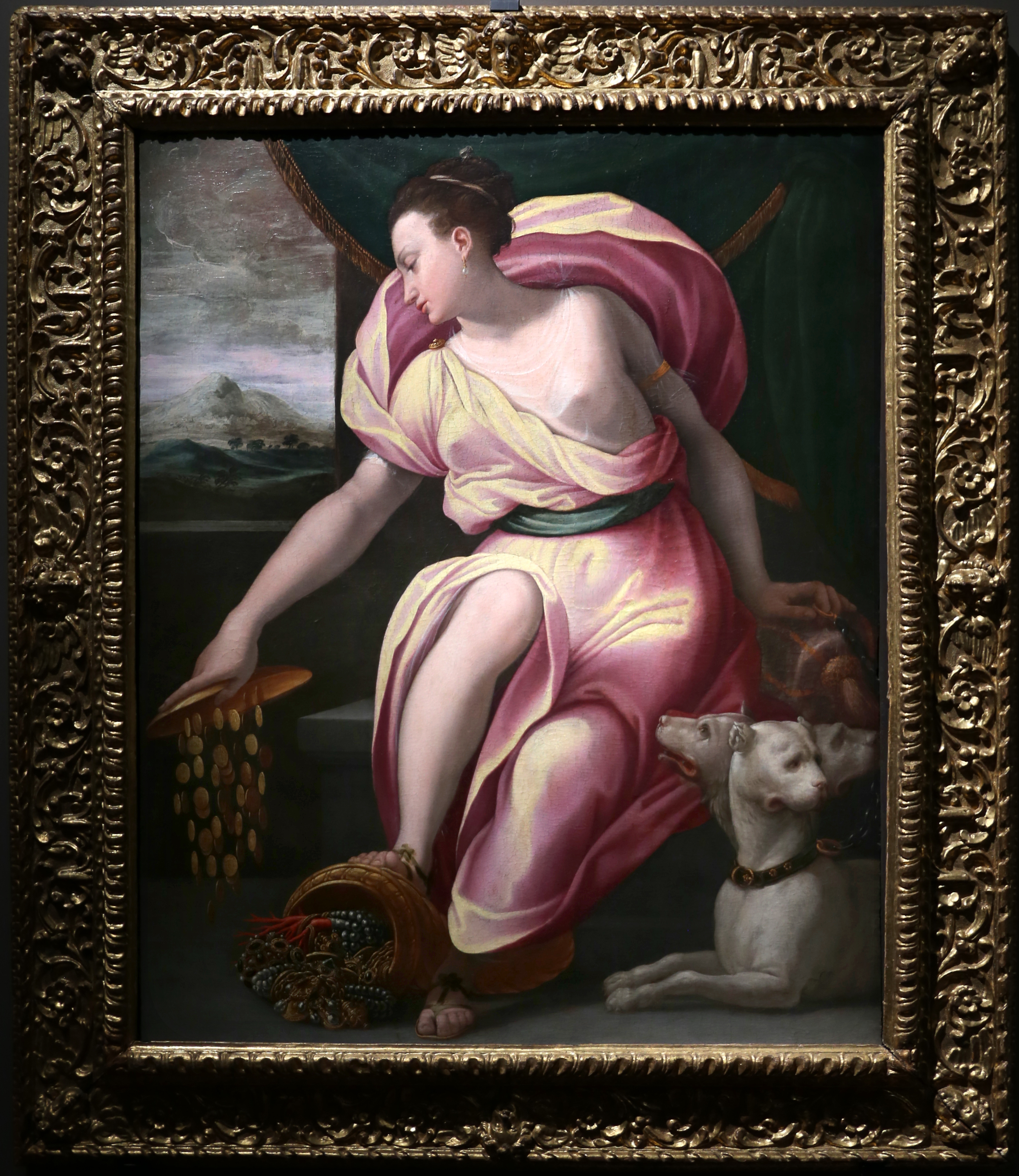
Щедрость и богатство, или Прозерпина. 1565. Холст, масло. Ка-д'Оро, Венеция
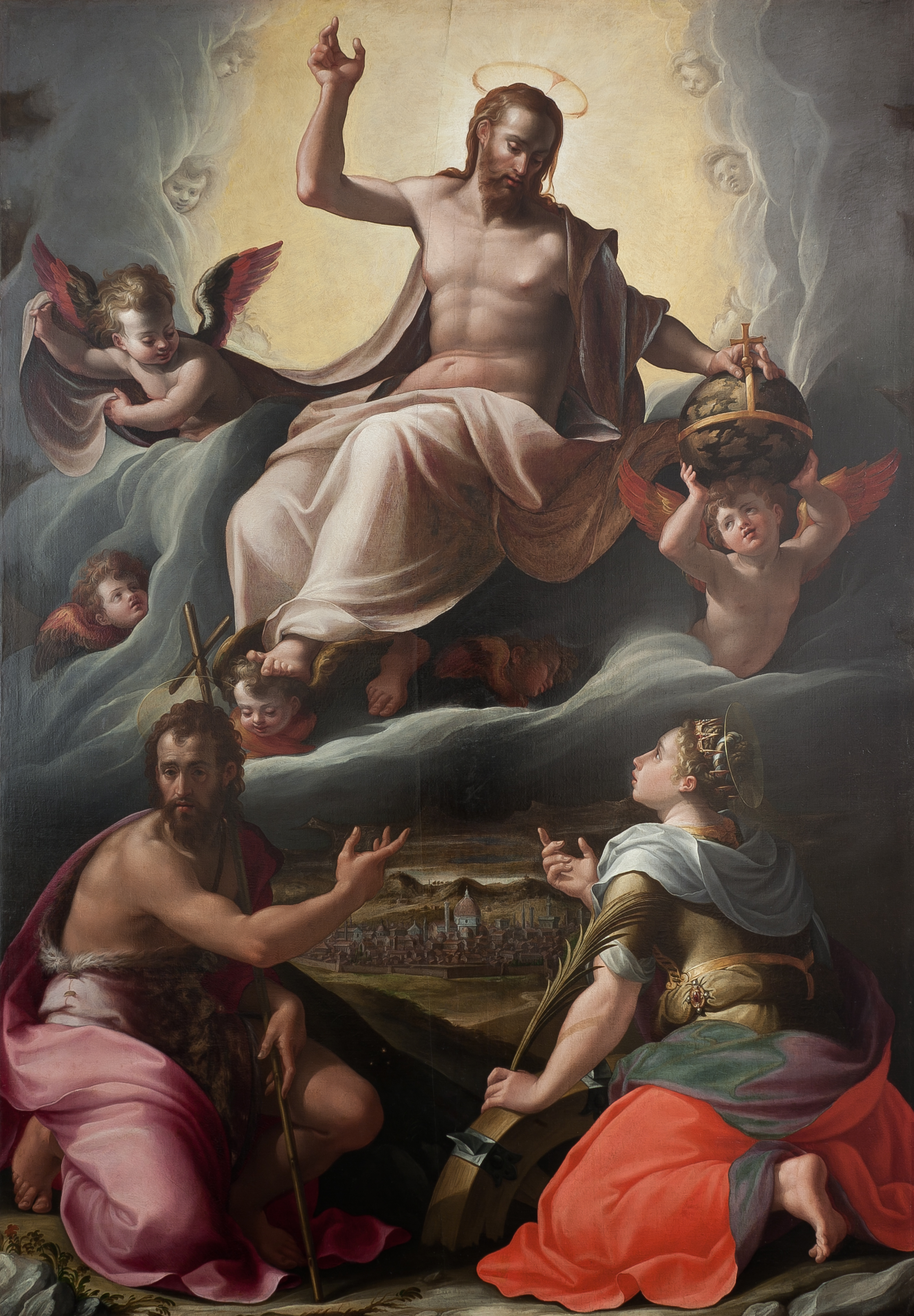
Алтарь Лиони. 1562—1568. Холст, масло. Вилла Лиони, Флоренция
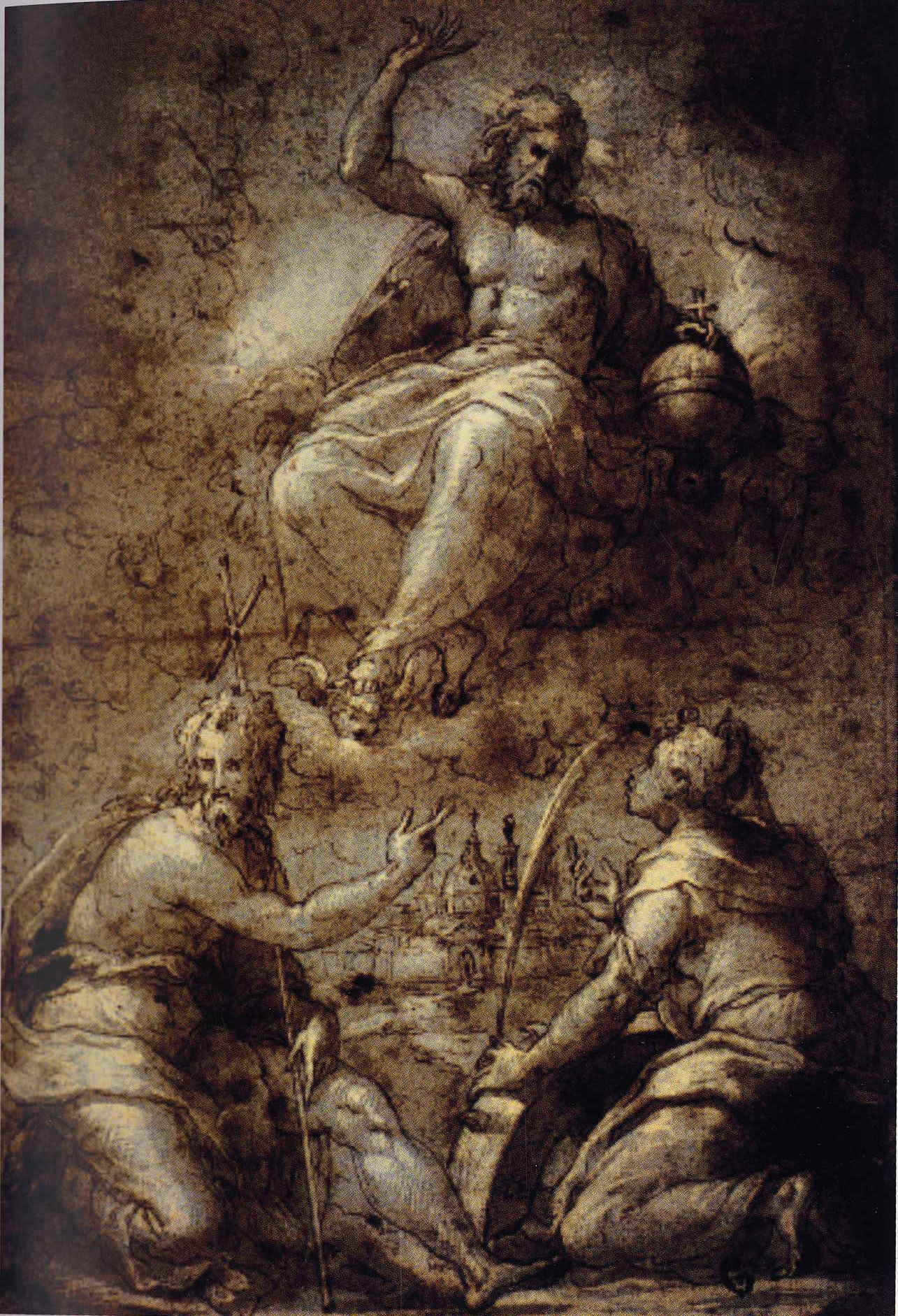
Алтарь Лиони. Подготовительный рисунок. Бумага, сепия, белила, перо, кисть. Кабинет рисунков, Уффици, Флоренция
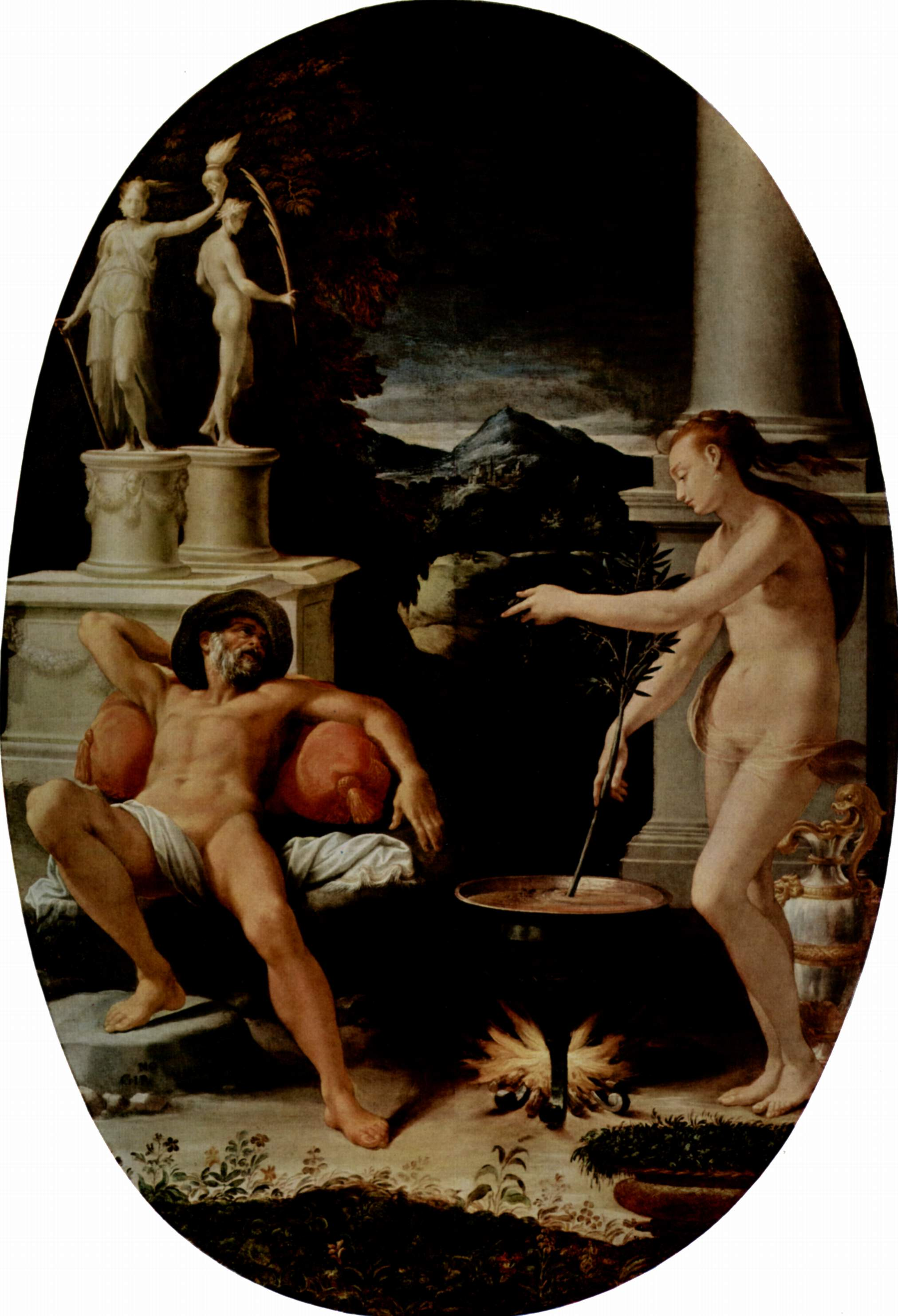
Медея и Ясон. 1570—1572.  Холст, масло. Студиоло Франческо I. Палаццо Веккьо, Флоренция
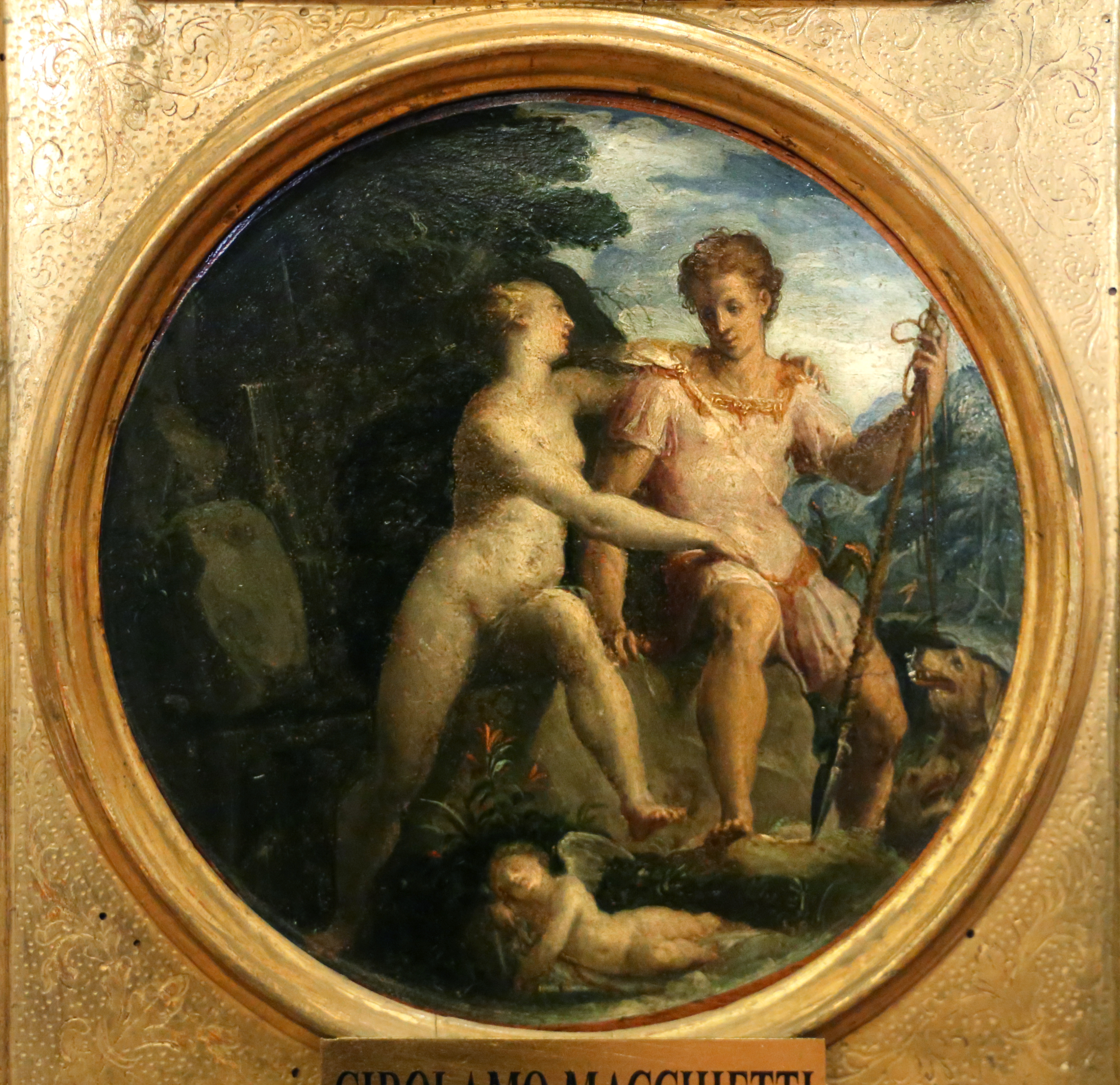
Венера и Адонис. Палаццо Питти, Флоренция
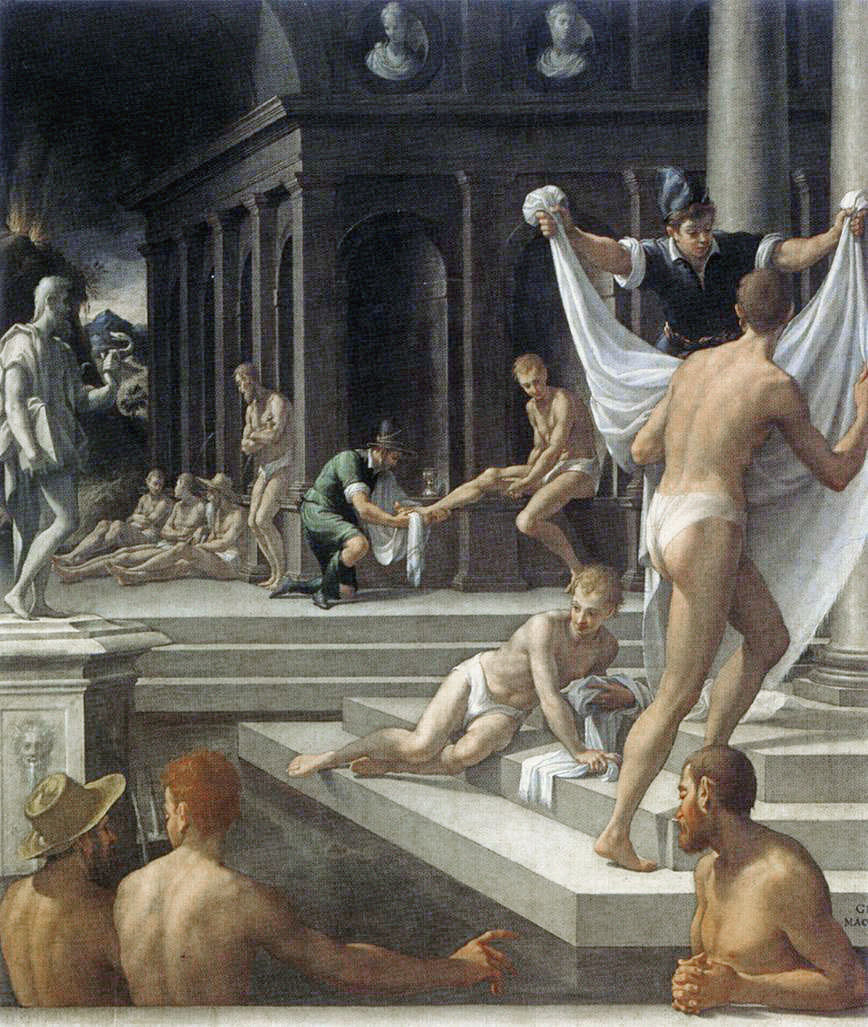
Термы в Путеолах. 1570—1572. Сланец, масло. Студиоло Франческо I. Палаццо Веккьо, Флоренция
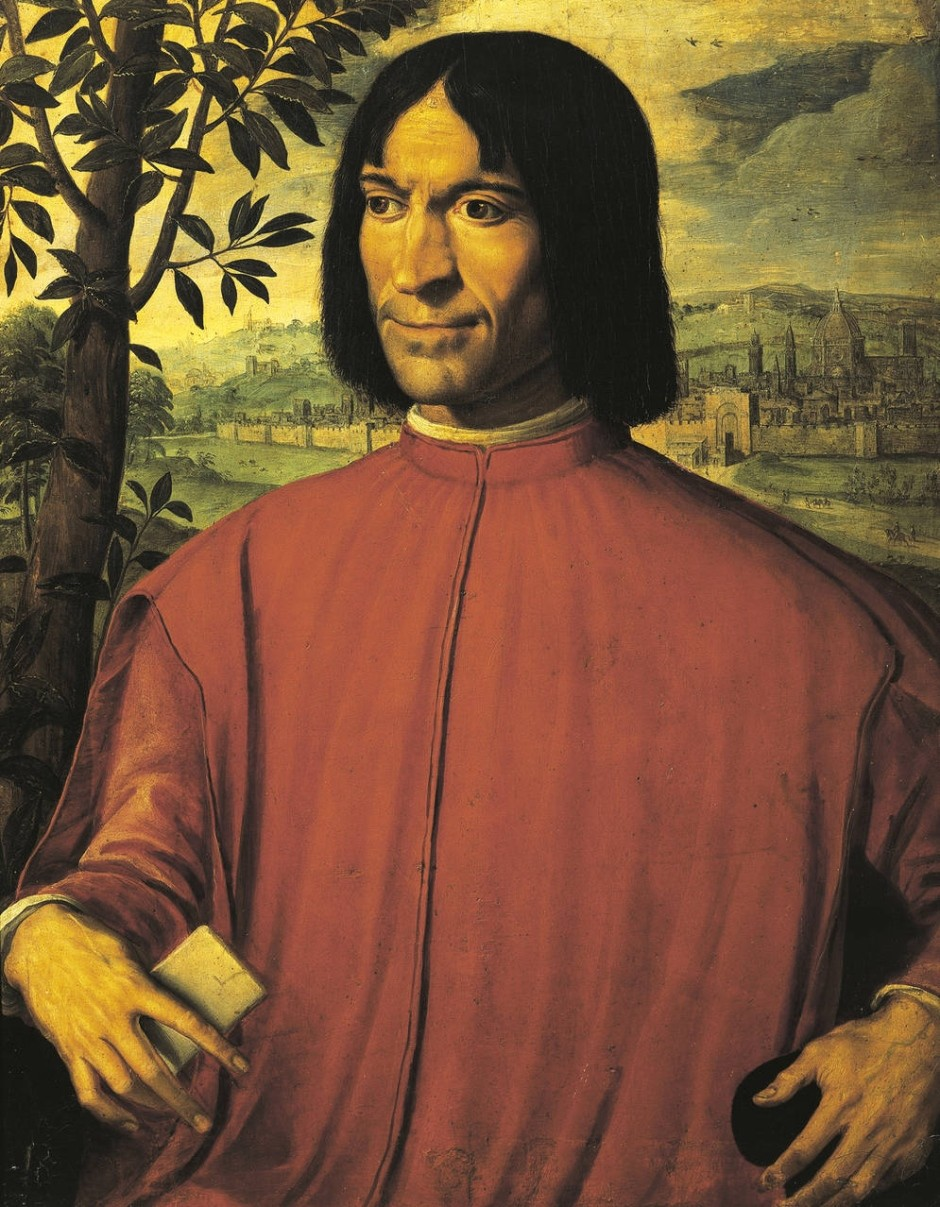
Портрет Лоренцо Медичи. Палацо Медичи-Рикарди, Флоренция
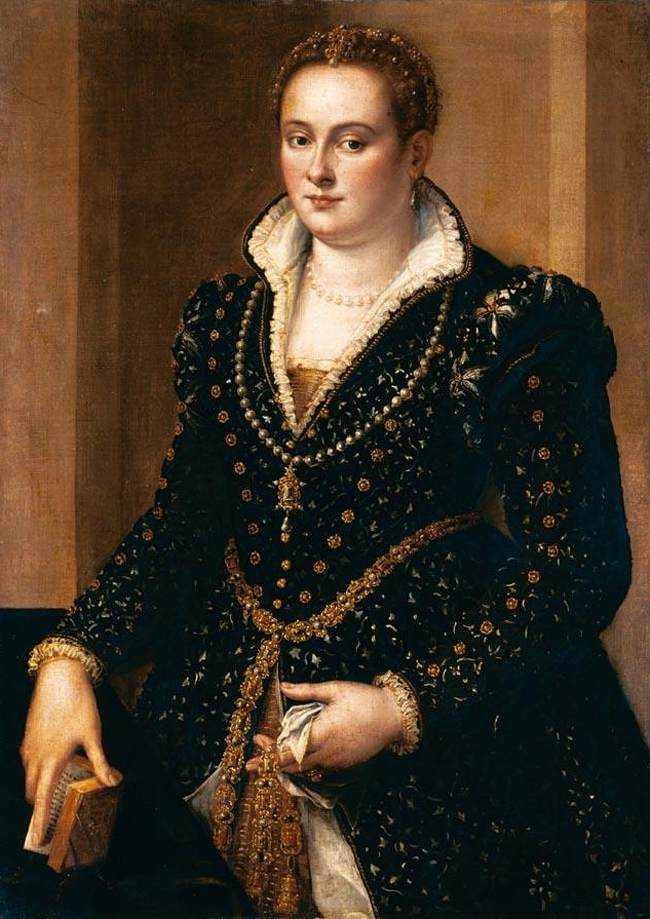
Портрет знатной дамы (Бьянки Каппелло?). Холст, масло. Частное собрание
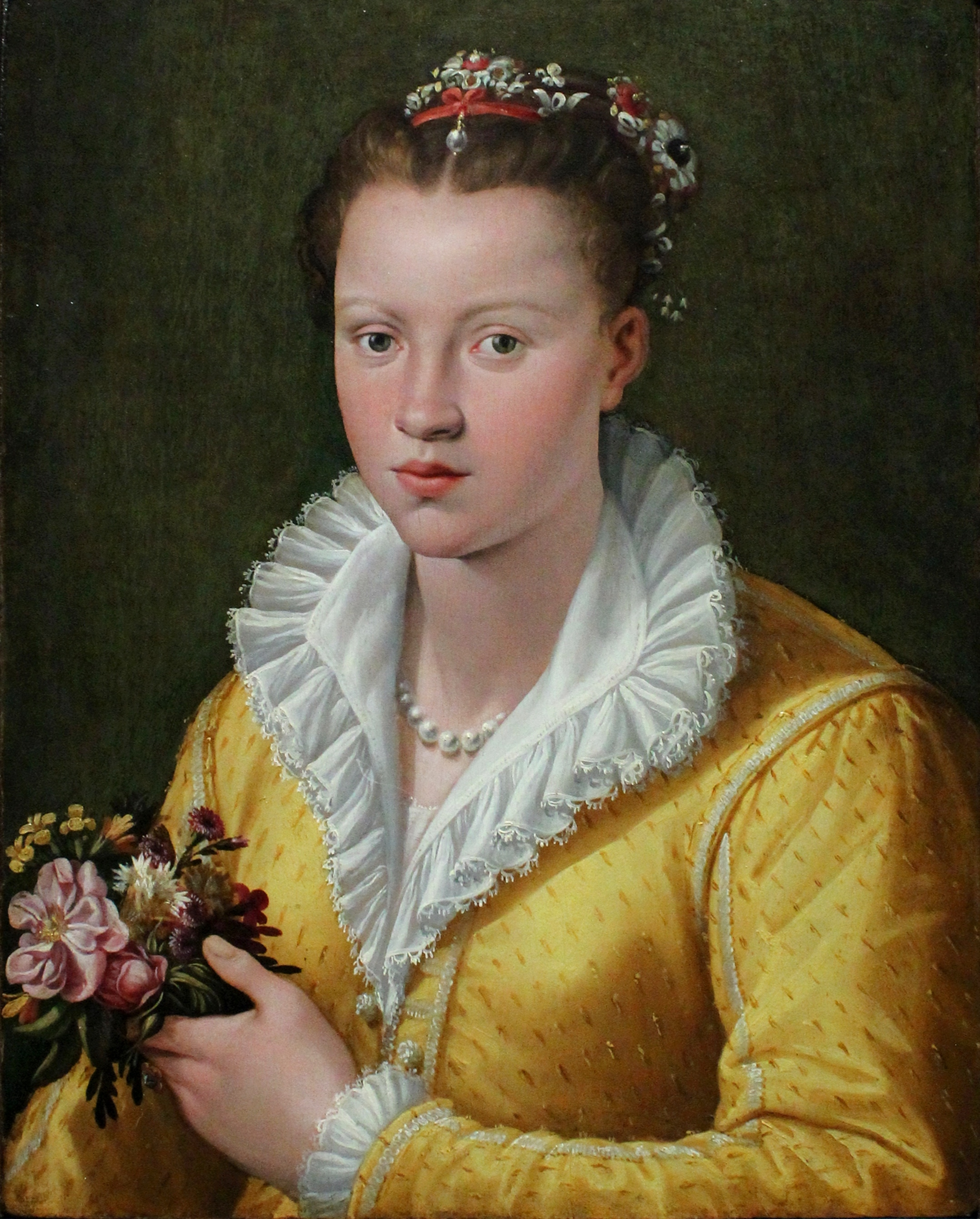
Портрет женщины в жёлтом. Ок. 1570. Дерево, масло. Частное собрание

## Основные произведения
- Pala Lioni. 1562—1568. Villa Lioni-Michelozzi-Roti-Clavarino, Florence
- Epiphany. 1568. San Lorenzo, Florence
- Медея и Ясон. 1570—1572. Studiolo of Francesco I, Palazzo Vecchio, Florence
- Термы в Путеолах. 1570—1572. Studiolo of Francesco I, Palazzo Vecchio, Florence
- Martyrdom of San Lorenzo. 1573. Santa Maria Novella, Florence
- Virgin’s girdle. 1574. Santa Agata, Florence
- Apotheosis of San Lorenzo. 1577. Cathedral, Empoli
- Allegory of Prudence. (Private Collection), traditionally attributed to Vasari until recently
- Crucifixion. 1590. San Giovannino degli Scolopi, Florence